# Hans-Joachim Walde
Hans-Joachim Walde (ur. 28 czerwca 1942 w Szklarach Górnych, wówczas Ober-Gläsersdorf, zm. 18 kwietnia 2013 w Jever) – niemiecki lekkoatleta wieloboista, dwukrotny medalista olimpijski.
1990)Reprezentował Republikę Federalną Niemiec, ale na igrzyskach olimpijskich w 1964 w Tokio startował w   połączonej reprezentacji olimpijskiej Niemiec. Zdobył na nich brązowy medal w dziesięcioboju, przegrywając ze swym rodakiem Willim Holdorfem i Reinem Aunem z ZSRR. Zwyciężył (już jako reprezentant RFN) w dziesięcioboju na uniwersjadzie w 1967 w Tokio.
Na igrzyskach olimpijskich w 1968 w Meksyku został srebrnym medalistą w dziesięcioboju za Amerykaninem Billem Toomeyem. Ustanowił wówczas swój życiowy 8111 punktów. Zdobył brązowy medal na mistrzostwach Europy w 1971 w Helsinkach. Wystąpił na igrzyskach olimpijskich w 1972 w Monachium, ale nie ukończył piątej konkurencji dziesięcioboju – biegu na 400 metrów.
Walde był mistrzem Niemiec w dziesięcioboju w 1964, 1966 i 1969, a wicemistrzem w 1968 i 1971.
Ukończył studia medyczne. Pracował w szpitalu w Sande, gdzie kierował oddziałem chirurgii wypadkowej do odejścia na emeryturę w 2007 roku.